# Gaspar de Brion
Gapar de Brion, född 23 oktober 2016, är en fransk varmblodig travhäst som tränas och körs av Matthieu Abrivard.
Han började tävla i april 2019 och inledde med en seger. Han har hittills sprungit in 548 340 euro på 46 starter, varav 15 segrar, 7 andraplatser och 5 tredjeplatser. Karriärens hittills största seger har kommit i Grand Prix du Sud-Ouest (2023).
Go On Boy har även segrat i Grand Prix Anjou-Maine (2023) han har även kommit på andraplats i Prix de La Mayenne (2022), Prix du Gatinais (2023), Prix Jacques Brion (2023) och på tredjeplats i Prix Dominik Cordeau (2022) och Prix Emilie Allix Courboy (2023).

## Statistik
| Statistik för Gaspar de Brion (Ref.) | Statistik för Gaspar de Brion (Ref.) | Statistik för Gaspar de Brion (Ref.) | Statistik för Gaspar de Brion (Ref.) | Statistik för Gaspar de Brion (Ref.) | Statistik för Gaspar de Brion (Ref.) |
| ------------------------------------ | ------------------------------------ | ------------------------------------ | ------------------------------------ | ------------------------------------ | ------------------------------------ |
| Starter                              | Placeringar                          | Startprissumma                       | Segerprocent                         | Platsprocent                         | Rekord                               |
| 46                                   | 15-7-5                               | 548 340 euro                         | 33 %                                 | 59 %                                 | 1.10,5ak,                            |

### Större segrar
| År   | Lopp                    | Kusk              | Vinstbelopp | Grupp   |
| ---- | ----------------------- | ----------------- | ----------- | ------- |
| 2023 | Grand Prix Anjou-Maine  | Matthieu Abrivard | 45 000 EUR  | Grupp 3 |
| 2023 | Grand Prix du Sud-Ouest | Matthieu Abrivard | 81 000 EUR  | Grupp 2 |